# الجنرال دير جبيرجستروب
```
الجنرال دير جبيرجستروب
 (حرفيًا: 
قائد
 القوات الجبلية) رتبة في 
الجيش الألماني
 من فئة ثلاث نجوم، وهو مثال على رتبة 
"
جنرال الفرع
 الألمانية 
"
 التقليدية التي أدخلتها 
الفيرماخت
 في عام 1940، مقارنة بدرجة الناتو من الدرجة 
OF-8
.
```

## رتبة وترتيب شارة
كانت الرتبة معادلة للجنرال دير كافاليري والجنرال دير أرتيليري والجنرال دير إينفانتيري. قدم فيرماخت أيضًا الجنرال دير جبيرجستروب (القوات الجبلية)، والجنرال دير بيونيير (المهندسين)، والجنرال دير فولشيرميرتروب (قوات المظلات)، والجنرال دير فليغر (الطيارون)، والجنرال دير ناخريختنتروينب (قوات الاتصالات)، والجنرال دير لوفتشناتشيرتروبه (قوات الاتصالات الجوية).
تم التعرف على جنرالات المشاة الجبليين ( مشاة جبلية ) من قِبل إديلويس وشاراتهم وكابهم الجبلي (bergmütze) الذي تم ارتداؤه. في أكتوبر 1942 ، صدر أمر بضرورة امتلاك ضباط الأركان خطوط ذهبية حول تاج الكاب (طاقية الراس العسكرية) لتمييزهم بسهولة عن الرتب الأخرى.
تسلسل صفوف الصعود

## المعرض

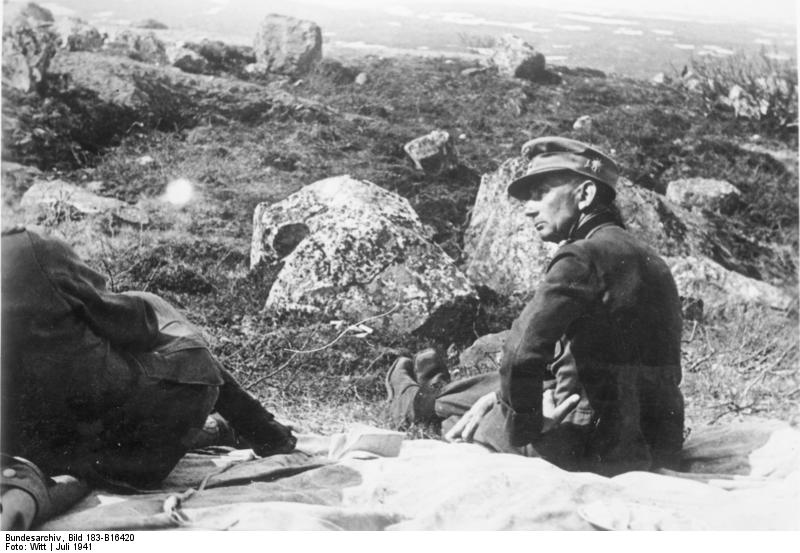
إدوارد ديتل في دور الجنرال دير غيبيرغوتيبي في التندرا الروسية (1941)
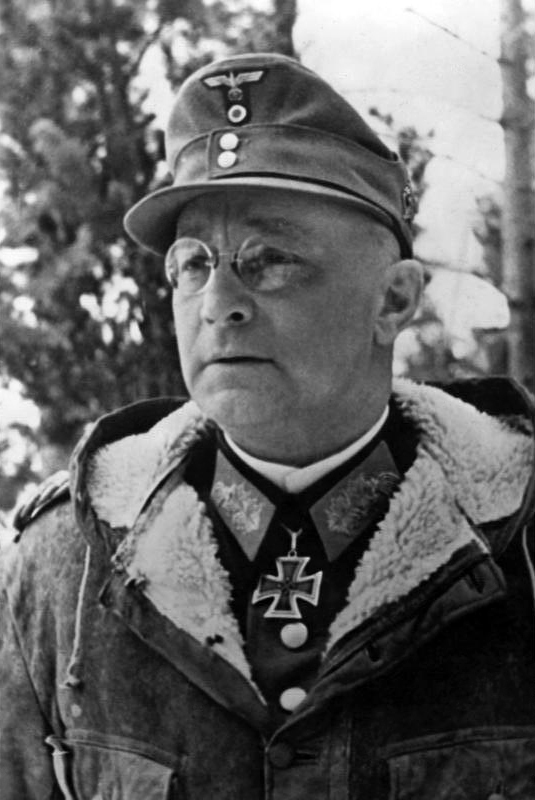
الجنرال دير غيبيرغيثب فرانز بوهم على جبهة لابلاند (1943)
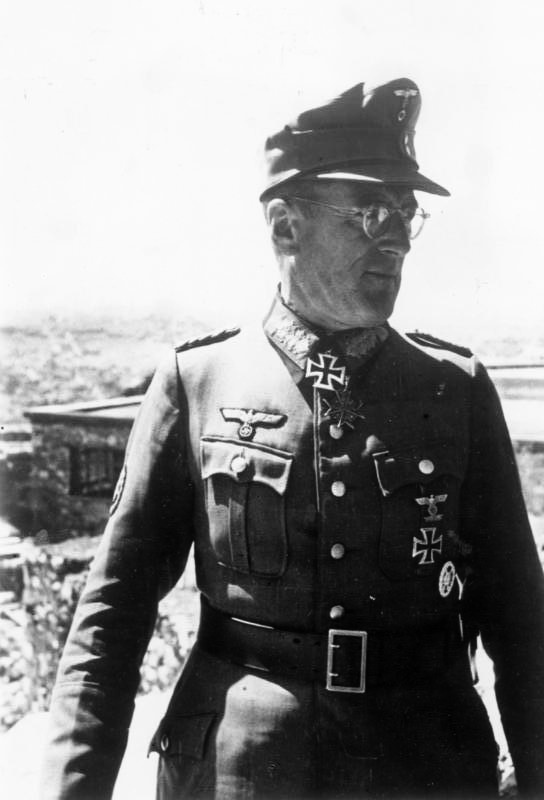
فرديناند شورنر في دور الجنرال دير جبيرجستربي في اليونان (1941)

## قائمة الضباط الذين حملو رتبة الجنرال دير جبيرجستروب
- فرانز بوهم (1885-1947) (انتحر)
- إدوار ديتل (1889-1944) (رقي غنرال أوبرست 1942/01/06، قتل في حادث تحطم طائرة 23/6/1944)
- كارل إغليسير (1890-1944) (قُتل في حادث تحطم طائرة 23/6/1944)
- فالنتين فورستين (1885-1970)
- جورج ريتر فون هينجل (1897-1952)
- فرديناند جودل (1896-1956)
- رودولف كونراد (1891-1964)
- هيرمان كريس ( 1895-1943 )
- هانز كريسينج (1890-1969)
- لودفيج كوبلر (1889-1947) (أُعدم في يوغوسلافيا)
- هوبير لانز (1896-1982)
- يوليوس رينجيل (1889-1967)
- فرديناند شورنر (1892-1973) (رقي غنرال أوبرست 1944/01/04، فيلد مارشال 1945/04/04)
- هانز شليمر (1893-1973)
- هانز كارل ماكسيميليان فون لو سوير (1898-1954)
- كورت فيرسوك (1895-1963)
- إميل فوجيل (1894-1985)
- فريدريش-جوبست فولكامير فون كيرشنستينباخ (1894-1989)
- أوݣست ڤينتر (1897-1979)